# احمد صالحی
سید احمد صالحی (زاده ۱ فروردین ۱۳۵۱) داور ایرانی فوتبال است. وی در سال ۱۳۷۴ داوری را شروع کرده‌است و از سال ۱۳۸۶ در لیگ برتر قضاوت می‌کند.
وی هم چنین به عنوان بهترین داور لیگ ۱۳۹۳–۱۳۹۴ برگزیده شد و جایزه سوت طلایی را دریافت کرد.
احمد صالحی در دربی شماره ۷۵ کمک داور چهارم بوده است